# بروليفلوكساسين
بروليفلوكساسين (Prulifloxacin) الزمرة الدوائية من مضادات الجراثيم هو عبارة عن مضاد حيوي من مجموعة من الأدوية أسرة تسمى فلوروكوينولون من الجيل الرابع .
البروليفلوكساسين، دواء مساعد من ulifloxacin، هو واسع الطيف يعطى عن طريق الفم عامل مضاد للبكتيريا. بعد الامتصاص، ينحل البروليفلوكساسين بواسطة esterases إلى ulifloxacin. العقار له نصف عمر طويل للإزالة، مما يسمح للمعالجة مرة واحدة يوميا

## التاريخ
في عام 1987 صدرت براءة اختراع أوروبية للبروليفلوكساسين للشركة اليابانية القائمة على الأدوية، Nippon Shinyaku (نيبون) المحدودة.

## الاستعمال الطبي
- التهابات المسالك البولية (التهاب المثانة البسيط) غبر المعقدة والأقل تعقيداً.
- تفاقم التهاب الشعب الهوائية المزمن.
- التهابات الجهاز التنفسي المكتسبة في إيطاليا.
- التهاب المعدة والأمعاء، بما في ذلك الإسهالات المعدية في اليابان.

## آلية العمل
يَعملُ البروليفلوكساسين على قَتل الجَراثيم التي تُسبِّب العدوى. ويفعل ذلك عن طريق تثبيط إنزيم يُسمَّى غيراز gyrase الحمض النَّووي الجُرثومي. ويشارك هذا الإنزيمُ في تكرُّر وإصلاح المادَّة الوراثيَّة (الدي أن إيه DNA) للجَراثيم؛ فإذا كان هذا الإنزيمُ لا يعمل، لا يمكن للجَراثيم إعادةَ إصلاح نفسها أو الانقسام والتَّكاثر، وبهذا يكافح الدَّواءُ العدوى الجُرثوميَّة ويُوقفها.

## موانع الاستعمال
هناك أربعة فقط موانع وجدت ضمن النشرة الداخلية:

- الأشخاص الذين لديهم تاريخ من فرط الحساسية للبروليفلوكساسين.
- الاضطرابات الهضمية.
- الأطفال.
  -  الحمل

الفلوروكينولونات تعبر بسرعة خلال حواجز دم المشيمة ودم الحليب ، ويتم توزيعها على نطاق واسع في أنسجة الجنين. كما أفيد عن الفلوروكوينولونات باعتبارها موجودة في حليب الأم وتنتقل إلى الطفل الرضيع.
- مرضى الصرع.

## الآثار الضائرة
تقع ضمن نطاق نصيحة واحدة قيل بروليفلوكساسين prulifloxacin للحصول على تحملية مماثلة لتلك التي على السيبروفلوكساسين. ضمن دراسة أخرى تبين أن المرضى الذين يتعاطون بروليفلوكساسين يواجهوا عدد مماثل من الآثار الجانبية مقارنة مع تلك الموجودة في مجموعة السيبروفلوكساسين (15.4٪ مقابل 12.7٪). كانت هناك أربعة أحداث سلبية خطيرة في كل ذراع معالجة، بما في ذلك 1 حالة وفاة في ذراع البروليفلوكساسين. ولم تعتبر أي معالجة متصلة بالمحقق.

## تحذيرات
يجب عدم التعرض لأشعة الشمس أو الأشعة فوق البنفسجية خلال استعمال الدواء.